# Stefan Hörger
Stefan Hörger (* 9. November 1961 in Heidenheim an der Brenz) ist ein ehemaliger deutscher Degenfechter.
Hörger begann seine Karriere beim Heidenheimer SB. Er konnte für seinen Verein bereits im Juniorenalter Erfolge mit dem Gewinn der Deutschen Meisterschaften 1979, 1980 und 1981 und einer Halbfinalplatzierung beim Weltcup der Aktiven in Paris erzielen. Bei den deutschen Degen-Einzelmeisterschaften 1980, 1981 und 1986 konnte er das Podium erreichen.
Mit seinem größten Erfolg, dem Gewinn der Vize-Weltmeisterschaft 1989 mit der Degen-Mannschaft, hat er Eingang in die Ehrentafel des Fecht-Club Tauberbischofsheim gefunden.
Bei den deutschen Senioren-Meisterschaften 2005, 2006 und 2007 konnte er mit dem FC Tauberbischofsheim den Mannschaftstitel erringen.